# Porno Party 2
Porno Party 2 …die Party muss weitergehen ist das zweite Kollaboalbum der Berliner Rapper Mr. Long und Frauenarzt. Es erschien im Jahr 2005 über das Label Porno Party Records.
Ein Vorgänger-Album mit dem Titel Porno Party erschien im Jahr 2002.

## Produktion
Alle Beats des Albums wurden von DJ Reckless produziert.

## Covergestaltung
Das Albumcover zeigt die Rapper Mr. Long und Frauenarzt in einem Tabledance-Club, umgeben von vier leicht bekleideten Frauen. Im oberen Teil des Bildes stehen die weißen Schriftzüge Reckless präsentiert, Mr. Long & Frauenarzt sowie Porno Party 2. Die Schriftzüge …die Party muss weitergehen und mit Fresh Kid Ice von The 2 Live Crew befinden sich im unteren Teil des Bildes in orange.

## Gastbeiträge
Außer den beiden Hauptkünstlern sind auf dem Album drei weitere Musiker zu hören. So tritt Produzent DJ Reckless auf dem Song Zeig die Fotze in Erscheinung, während Megamix Mike beim Lied Das Sexluder vertreten ist. Außerdem hat der US-amerikanische Rapper Fresh Kid Ice von der 2 Live Crew einen Gastauftritt in Die Party muss weitergehen.

## Titelliste
| #  | Titel                          | Gastmusiker   | Produzent   | Länge |
| -- | ------------------------------ | ------------- | ----------- | ----- |
| 1  | Intro                          |               | DJ Reckless | 1:12  |
| 2  | Tanz nackt                     |               | DJ Reckless | 4:21  |
| 3  | Bikini Show                    |               | DJ Reckless | 3:59  |
| 4  | Zeig die Fotze                 | DJ Reckless   | DJ Reckless | 3:59  |
| 5  | Versaut & verdreckt            |               | DJ Reckless | 4:00  |
| 6  | Die Party muss weitergehen     | Fresh Kid Ice | DJ Reckless | 4:24  |
| 7  | Mein Schwanz                   |               | DJ Reckless | 4:09  |
| 8  | Fick auf die Nutte             |               | DJ Reckless | 3:32  |
| 9  | Table Dance                    |               | DJ Reckless | 3:45  |
| 10 | Das Sexluder                   | Megamix Mike  | DJ Reckless | 3:21  |
| 11 | Mach dich ran                  |               | DJ Reckless | 4:15  |
| 12 | Party im Puff                  |               | DJ Reckless | 3:40  |
| 13 | Ich bin geil                   |               | DJ Reckless | 3:36  |
| 14 | Die Flinte ist zum Schießen da |               | DJ Reckless | 3:46  |
| 15 | Megamix 2                      |               | DJ Reckless | 3:05  |
| 16 | Outro                          |               | DJ Reckless | 0:59  |

## Indizierung
Das Album wurde am 27. April 2007 von der Bundesprüfstelle für jugendgefährdende Medien indiziert und auf die Liste A gesetzt. Somit darf der Tonträger seitdem nicht mehr an Personen unter 18 Jahren verkauft oder diesen zugänglich gemacht werden.